# Тришкин, Афанасий Петрович
Афанасий Петрович Тришкин (род. 4 июня 1934, село Песочное, Калужская область, СССР) — советский и российский актёр театра и кино. Заслуженный артист России (2003).

## Биография
Афанасий Тришкин родился 4 июня 1934 года в Калужской области. В 1959 году окончил Брянский государственный технический университет. Недолго проработав по специальности, с 1964 года начал артистическую карьеру в Красноярском драматическом театре. В 1973 году был приглашён на небольшую роль в фильме актёра и режиссёра Игоря Васильева «Инженер Прончатов». Между коллегами завязались дружеские отношения и Васильев пригласил Афанасия Тришкина для участия в пьесе «Чинзано» начинающей поэтессы и драматурга Людмилы Петрушевской. Литератор позже вспоминала:
Я прочла «Чинзано» Игорю Васильеву и его друзьям – Афанасию Тришкину и Эмилю Левину. Дело происходило в комнате Игоря, в коммуналке на улице Чехова, дом 27. Они прослушали и сказали потом: «Ничего не понятно». <…> потом, спустя месяц, Игорь начал её просить. «Вы же не поняли ничего». – «Да, но надо  опять прочесть». Прочли.
Спектакль начали репетировать в театре «Современник», используя период определённой административной и творческой неразберихи, полулегально, в составе: Олег Даль, Валентин Никулин, Афанасий Тришкин. Однако уже вскоре репетиции были прекращены по распоряжению директора театра. Не найдя работы в Москве, Афанасий Тришкин переезжает в Кишинёв, где работает в театре-студии киноактёра при киностудии «Молдова-филм». Снимается в десятках картин этой и других студий, главным образом в приключенческих лентах: «авторитетный» вор по кличке «Профессор» в «Опасных друзьях» (1979 год), капитан белогвардейской контрразведки в фильме «Расколотое небо» (1979 год), поручик Ковель в «Кто заплатит за удачу?» (1980 год). Большой творческой удачей стала роль актёра Ивана Ивановича Дагановского в картине Иосифа Хейфица «Бродячий автобус» (1989 год).
В 2003 году получил почётное звание Заслуженный артист РФ.
Последние годы служит в Театре «Около дома Станиславского». Принимал участие в спектакле «Вчера наступило внезапно. Винни Пух, или Прощай, „Битлз“» — острой социальной драме, где исполнял роль состарившегося Кристофера Робина.

## Фильмография
- Инженер Прончатов (1972) — Пётр Александрович Сарычев
- Агония (1974) — Маклаков
- Фаворит (1976) — бандит
- Корень жизни (1977) — Ион Захария
- Та сторона, где ветер (фильм) (1978) — Иван Сергеевич
- Опасные друзья (1979) — «Профессор»
- Расколотое небо (1979) — капитан контрразведки
- Последняя охота (1979) — Шульц, член экипажа шхуны
- Братья Рико (1980) — Розенберг
- 20 декабря (1981) — Разум
- Бродячий автобус (1990) — Иван Иванович Дагановский